# Beckiella microseta
Beckiella microseta är en kvalsterart som beskrevs av Balogh och Sandór Mahunka 1979. Beckiella microseta ingår i släktet Beckiella och familjen Dampfiellidae. Inga underarter finns listade.